# Fase Guazapa
Como Fase Guazapa (también conocida como Fase Cihuatán) se designa a la fase cultural que abarcó gran parte del occidente y centro del actual república de El Salvador durante el período posclásico temprano (900 - 1200 d. C.) de Mesoamérica durante la América precolombina.
El nombre de la fase viene dado por el volcán Guazapa, debido a que en los alrededores de ese volcán se descubrieron muchos sitios de esta fase o cultura mesoamericana. El sitio arqueológico más grande y representativo de las características de esta fase es Cihuatán.

## Origen
El origen esta fase se sitúa alrededor del 900 d. C., cuando se calcula que iniciaron las primeras migraciones de náhuablantes desde México; por ello, y por el gran parecido que tienen los sitios de esta fase con los de México de la misma época, es la razón por lo cual se teorizaba en principio que esta fase tendría su origen con la llegada de los pipiles a El Salvador; sin embargo, los rasgos arqueológicos de los sitios de esta fase (patrones de asentamiento, esquema de sitios, tipos de edificaciones, tipos de cerámica, etc) difieren por completo de los propios sitios pipiles de antes de la conquista.. Además que los rasgos mexicanos se encuentran prácticamente de forma exclusiva en los centros ceremoniales, por lo que sería los nobles de estos sitios los que tendrían un origen mexicano y que por ende pertenecerían a una migración que no fue exitosa, y que luego fue sucedido por una segunda migración mexicana distinta, la de los pipiles.
La carencia de evidencia de grandes cambios en las casas y en los artefactos del pueblo común hace pensar que el origen de la fase se remonta a los mayas que habitaban el área del actual El Salvador durante el período clásico tardío (600 a 900 d. C.) o que por lo menos los habitantes comunes eran descendientes de los habitantes de los sitios mayas clásicos (como San Andrés y Joya de Cerén) y continuaban manteniendo varias de sus tradiciones.

## Características
Las sitios arqueológicos de está fases se destacan por su ubicación y la arquitectura de sus estructuras ceremoniales y principales. Si bien a los sitios del posclásico temprano se los tiende a considerar toltecas o influenciados por Tula; los sitios de la fase Guazapa, a diferencia de Chalchuapa (y sobre todo Tazumal), no muestran ninguno de los rasgos característicos y propios de Tula, fuera de aquellos que son compartidos prácticamente por todas las poblaciones del posclásico temprano como: una versión local de cerámica rojo sobre bayo (el grupo cerámico Marihua en Cihuatán), cerámica
Plomiza Tohil, incensarios bicónicos, y otros. En cambio, la cerámica de la fase Guazapa muestra estrechos vínculos con sitios en Veracruz, la costa del golfo y Puebla, y en especial con Cholula.
Entre las características de está cultura destaca su elevado urbanismo. Así como que los centros ceremoniales de las ciudades se encontraban sobre lugares altos y estaban rodeados por un muralla. También se desctaca el descubrimiento de representaciones de dioses nahuas tales como: Tláloc, Xipe Tótec, Quetzalcóatl, Mictlantecuhtli, entre otros; y el descubrimiento de figuras con ruedas, etc.
La cerámica más destacada de los sitios arqueológicos de esta fase es la cerámica polícromo banderas (una versión local de la cerámica Mixteca Puebla). Entre algunas de las cerámicas importadas están: la cerámica Tohil Plomiza (que presumiblemente sería fabricada al surponiente de Guatemala) y la Cerámica Nicoya Polícroma (procedente de Nicaragua y Costa Rica).
Los sitios de esta fase serían deshabitados entre los años 1150 y 1200 d. C., debido a un conflicto de la época, en el cual todos los sitios serían destruidos y sus estructuras incendiadas y nunca reocupadas. Se calcula que muy probablemente el ataque final que destruyó a estas poblaciones ocurriría entre los meses de enero y febrero, en época de temporada seca.